# Temporada de MotoGP de 2025
A Temporada do Campeonato Mundial de Motovelocidade de 2025 será a 77ª edição do campeonato promovido pela F.I.M..
A abertura da temporada terá lugar na Tailândia.

## Calendário
Os seguintes Grandes Prémios estão previstos para 2025.
| Prova  | Data           | Grande Prêmio                          | Circuito                                                           |
| ------ | -------------- | -------------------------------------- | ------------------------------------------------------------------ |
| 1      | 2 de março     | Grande Prémio da Tailândia             | Circuito Internacional de Buriram, Buriram                         |
| 2      | 16 de março    | Grande Prémio da Argentina             | Autódromo Termas de Río Hondo, Termas de Río Hondo                 |
| 3      | 30 de março    | Grande Prémio das Américas             | COTA, Austin                                                       |
| 4      | 13 de abril    | Grande Prémio do Catar                 | Circuito Internacional de Lusail, Lusail                           |
| 5      | 27 de abril    | Grande Prémio de Espanha               | Circuito de Jerez, Jerez de la Frontera                            |
| 6      | 11 de maio     | Grande Prémio de França                | Circuito de Bugatti, Le Mans                                       |
| 7      | 25 de maio     | Grande Prémio da Grã-Bretanha          | Circuito de Silverstone, Silverstone                               |
| 8      | 8 de junho     | Grande Prémio de Aragão                | Motorland Aragón, Alcañiz                                          |
| 9      | 22 de junho    | Grande Prémio de Itália                | Circuito de Mugello, Florença                                      |
| 10     | 29 de junho    | Grande Prémio dos Países Baixos        | TT Circuit Assen, Assen                                            |
| 11     | 13 de julho    | Grande Prémio da Alemanha              | Sachsenring, Hohenstein-Ernstthal                                  |
| 12     | 20 de julho    | Grande Prémio da Chéquia               | Circuito de Brno, Brno                                             |
| 13     | 17 de agosto   | Grande Prémio da Áustria               | Red Bull Ring, Spielberg                                           |
| 14     | 24 de agosto   | Grande Prémio da Hungria               | Circuito Balaton Park, Balatonfőkajár                              |
| 15     | 7 de setembro  | Grande Prémio da Catalunha             | Circuito de Barcelona-Catalunha, Montmeló                          |
| 16     | 14 de setembro | Grande Prémio de San Marino            | Misano World Circuit Marco Simoncelli, Misano Adriatico            |
| 17     | 28 de setembro | Grande Prémio do Japão                 | Mobility Resort Motegi, Motegi                                     |
| 18     | 5 de outubro   | Grande Prémio da Indonésia             | Circuito Urbano Internacional de Mandalika, Central Lombok Regency |
| 19     | 19 de outubro  | Grande Prémio da Austrália             | Circuito do Grande Prêmio de Phillip Island, Melbourne             |
| 20     | 26 de outubro  | Grande Prémio da Malásia               | Circuito Internacional de Sepang, Selangor                         |
| 21     | 9 de novembro  | Grande Prémio de Portugal              | Autódromo Internacional do Algarve, Portimão                       |
| 22     | 16 de novembro | Grande Prémio da Comunidade Valenciana | Circuito Ricardo Tormo, Valência                                   |
| Fontes |                |                                        |                                                                    |

## Resultados
| Prova | Grande Prémio                          | Vencedor MotoGP   | Vencedor Moto2       | Vencedor Moto3          | Vencedores MotoE* | Vencedores MotoE* |
| ----- | -------------------------------------- | ----------------- | -------------------- | ----------------------- | ----------------- | ----------------- |
| 1     | Grande Prémio da Tailândia             | Marc Márquez      | Manuel González [en] | José Antonio Rueda [en] |                   |                   |
| 2     | Grande Prémio da Argentina             | Marc Márquez      | Jake Dixon           | Ángel Piqueras          |                   |                   |
| 3     | Grande Prémio das Américas             | Francesco Bagnaia | Jake Dixon           | José Antonio Rueda [en] |                   |                   |
| 4     | Grande Prémio do Catar                 | Marc Márquez      | Aron Canet           | Ángel Piqueras          |                   |                   |
| 5     | Grande Prémio de Espanha               | Alex Márquez      | Manuel González [en] | José Antonio Rueda [en] |                   |                   |
| 6     | Grande Prémio de França                | Johann Zarco      | Manuel González [en] | José Antonio Rueda [en] |                   |                   |
| 7     | Grande Prémio da Grã-Bretanha          | Marco Bezzecchi   | Senna Agius [en]     | José Antonio Rueda [en] |                   |                   |
| 8     | Grande Prémio de Aragão                | Marc Márquez      | Deniz Öncü [en]      | David Muñoz             |                   |                   |
| 9     | Grande Prémio de Itália                |                   |                      |                         |                   |                   |
| 10    | Grande Prémio dos Países Baixos        |                   |                      |                         |                   |                   |
| 11    | Grande Prémio da Alemanha              |                   |                      |                         |                   |                   |
| 12    | Grande Prémio da Chéquia               |                   |                      |                         |                   |                   |
| 13    | Grande Prémio da Áustria               |                   |                      |                         |                   |                   |
| 14    | Grande Prémio da Hungria               |                   |                      |                         |                   |                   |
| 15    | Grande Prémio da Catalunha             |                   |                      |                         |                   |                   |
| 16    | Grande Prémio de San Marino            |                   |                      |                         |                   |                   |
| 17    | Grande Prémio do Japão                 |                   |                      |                         |                   |                   |
| 18    | Grande Prémio da Indonésia             |                   |                      |                         |                   |                   |
| 19    | Grande Prémio da Austrália             |                   |                      |                         |                   |                   |
| 20    | Grande Prémio da Malásia               |                   |                      |                         |                   |                   |
| 21    | Grande Prémio de Portugal              |                   |                      |                         |                   |                   |
| 22    | Grande Prémio da Comunidade Valenciana |                   |                      |                         |                   |                   |

*Calendário MotoE composto apenas por 7 duplas rondas.

## MotoGP

### Pilotos e Equipas
| Construtor                           | Equipa  | Moto             | #  | Piloto                | Rondas |
| ------------------------------------ | ------- | ---------------- | -- | --------------------- | ------ |
| Aprilia Racing                       | Aprilia | RS-GP25          | 1  | Jorge Martín          |        |
| Aprilia Racing                       | Aprilia | RS-GP25          | 32 | Lorenzo Savadori      |        |
| Aprilia Racing                       | Aprilia | RS-GP25          | 72 | Marco Bezzecchi       |        |
| Trackhouse MotoGP Team               | Aprilia | RS-GP25          | 25 | Raúl Fernández        |        |
| Trackhouse MotoGP Team               | Aprilia | RS-GP25          | 79 | Ai Ogura              |        |
| Ducati Lenovo Team                   | Ducati  | Desmosedici GP25 | 63 | Francesco Bagnaia     |        |
| Ducati Lenovo Team                   | Ducati  | Desmosedici GP25 | 93 | Marc Márquez          |        |
| Pertamina Enduro VR46 Racing Team    | Ducati  | Desmosedici GP25 | 49 | Fabio Di Giannantonio |        |
| Pertamina Enduro VR46 Racing Team    | Ducati  | Desmosedici GP24 | 21 | Franco Morbidelli     |        |
| Gresini Racing MotoGP                | Ducati  | Desmosedici GP24 | 54 | Fermín Aldeguer       |        |
| Gresini Racing MotoGP                | Ducati  | Desmosedici GP24 | 73 | Álex Márquez          |        |
| Castrol Honda LCR Idemitsu Honda LCR | Honda   | RC213V           | 5  | Johann Zarco          |        |
| Castrol Honda LCR Idemitsu Honda LCR | Honda   | RC213V           | 35 | Somkiat Chantra       |        |
| Honda HRC                            | Honda   | RC213V           | 10 | Luca Marini           |        |
| Honda HRC                            | Honda   | RC213V           | 36 | Joan Mir              |        |
| Red Bull KTM Factory Racing          | KTM     | RC16             | 33 | Brad Binder           |        |
| Red Bull KTM Factory Racing          | KTM     | RC16             | 37 | Pedro Acosta          |        |
| Red Bull KTM Tech3                   | KTM     | RC16             | 12 | Maverick Viñales      |        |
| Red Bull KTM Tech3                   | KTM     | RC16             | 23 | Enea Bastianini       |        |
| Monster Energy Yamaha MotoGP Team    | Yamaha  | YZR-M1           | 20 | Fabio Quartararo      |        |
| Monster Energy Yamaha MotoGP Team    | Yamaha  | YZR-M1           | 42 | Álex Rins             |        |
| Prima Pramac Yamaha                  | Yamaha  | YZR-M1           | 43 | Jack Miller           |        |
| Prima Pramac Yamaha                  | Yamaha  | YZR-M1           | 88 | Miguel Oliveira       |        |

| Legenda           | Legenda |
| ----------------- | ------- |
| Piloto Regular    |         |
| Piloto substituto |         |
| Piloto Wildcard   |         |

Todas as equipas usam pneus Michelin construídos especificamente para a competição.

#### Mudanças de equipas
- A Red Bull GasGas Tech3 vai voltar ao nome Tech3 KTM e utilizar motos com especificações de fábrica.[19]
- A Prima Pramac Racing vai mudar da Ducati para a Yamaha, num contrato de sete anos.[27]
- A Repsol vai terminar a sua colaboração com a Honda Racing Corporation após 30 anos.[28]

#### Mudanças de pilotos
- Fermín Aldeguer assinou um contrato de fábrica com a Ducati em março de 2024 e foi confirmado para correr pela Gresini Racing a 28 de agosto de 2024, substituindo Marc Márquez, piloto de fábrica da Ducati.[29]
- Aleix Espargaró anunciou a sua retirada das corridas no Grande Prémio da Catalunha de 2024.[30]
- Pedro Acosta vai passar para a equipa Red Bull KTM Factory Racing, substituindo Jack Miller.[31]
- Marc Márquez e Jorge Martín estiveram ligados à equipa de fábrica da Lenovo Ducati durante toda a primeira metade da temporada como as Ducatis com melhor desempenho. Em Barcelona e Mugello, estava previsto que Jorge Martin substituísse Bastianini, mas depois do fim de semana do Grande Prémio de Itália, foi noticiado que Márquez foi escolhido para substituir Bastianini. Durante o Teste de Mugello, Jorge Martín anunciou que iria integrar a Aprilia Racing, substituindo o retirado Aleix Espargaró.[3] 2 dias depois, a Ducati anunciou que Marc Márquez se juntaria à sua equipa de fábrica ao lado de Francesco Bagnaia.[8]
- A KTM anunciou que Enea Bastianini e Maverick Viñales se juntariam à sua equipa Tech3, substituindo Pedro Acosta e agostoo Fernández. Este último está confirmado como piloto de testes da Yamaha.
- A Aprilia Racing anunciou que Marco Bezzecchi se juntaria ao lado de Jorge Martín, substituindo Maverick Viñales.[4]
- A equipa Pertamina Enduro VR46 anunciou que Franco Morbidelli se juntaria ao lado de Fabio Di Giannantonio, pilotando uma Desmosedici GP24, ocupando o lugar de Marco Bezzecchi, de fábrica da Aprilia.[32]
- A Trackhouse Racing anunciou que o atual Campeão do Mundo de Moto2, Ai Ogura, assinou um contrato de dois anos para correr ao lado de Raúl Fernández, substituindo o satélite da Yamaha, Miguel Oliveira.[33]
- A LCR Honda anunciou que Somkiat Chantra se juntaria ao lado de Johann Zarco, substituindo o reformado Takaaki Nakagami, que deixou a equipa após sete temporadas e se tornará piloto de testes ao lado de Aleix Espargaró.[34]
- A Prima Pramac Racing vai mudar para motos Yamaha e contratou Miguel Oliveira e Jack Miller, que regressará à equipa depois da primeira passagem entre 2018 e 2020.[26][25]

## Moto2

### Pilotos e Equipas
| Construtor                    | Equipa     | Moto  | #                | Piloto                  | Rondas |
| ----------------------------- | ---------- | ----- | ---------------- | ----------------------- | ------ |
| Elf Marc VDS Racing Team      | Boscoscuro | B-25  | 12               | Filip Salač             |        |
| Elf Marc VDS Racing Team      | Boscoscuro | 96    | Jake Dixon       |                         |        |
| MT Helmets – MSi              | Boscoscuro | 3     | Sergio García    |                         |        |
| MT Helmets – MSi              | Boscoscuro | 4     | Iván Ortolá      |                         |        |
| MT Helmets – MSi              | Boscoscuro | TBC   | Óscar Gutiérrez  |                         |        |
| Pramac Yamaha Moto2           | Boscoscuro | 14    | Tony Arbolino    |                         |        |
| Pramac Yamaha Moto2           | Boscoscuro | 28    | Izán Guevara     |                         |        |
| Speed Up Racing               | Boscoscuro | 13    | Celestino Vietti |                         |        |
| Speed Up Racing               | Boscoscuro | 21    | Alonso López     |                         |        |
| Klint Forward Factory Team    | Forward    | F2    | 9                | Jorge Navarro           |        |
| Klint Forward Factory Team    | Forward    | F2    | 11               | Álex Escrig             |        |
| CFMoto Aspar Team             | Kalex      | Moto2 | 27               | Daniel Holgado          |        |
| CFMoto Aspar Team             | Kalex      | Moto2 | 80               | David Alonso            |        |
| Fantic Racing                 | Kalex      | Moto2 | 7                | Barry Baltus            |        |
| Fantic Racing                 | Kalex      | Moto2 | 44               | Arón Canet              |        |
| Gresini Moto2                 | Kalex      | Moto2 | 15               | Darryn Binder           |        |
| Gresini Moto2                 | Kalex      | Moto2 | 75               | Albert Arenas           |        |
| Idemitsu Honda Team Asia      | Kalex      | Moto2 | 64               | Mario Aji               |        |
| Idemitsu Honda Team Asia      | Kalex      | Moto2 | 92               | Yuki Kunii              |        |
| Italtrans Racing Team         | Kalex      | Moto2 | 10               | Diogo Moreira           |        |
| Italtrans Racing Team         | Kalex      | Moto2 | 99               | Adrián Huertas          |        |
| Liqui Moly Dynavolt Intact GP | Kalex      | Moto2 | 18               | Manuel González         |        |
| Liqui Moly Dynavolt Intact GP | Kalex      | Moto2 | 81               | Senna Agius             |        |
| OnlyFans American Racing Team | Kalex      | Moto2 | 16               | Joe Roberts             |        |
| OnlyFans American Racing Team | Kalex      | Moto2 | 24               | Marcos Ramírez          |        |
| Preicanos Racing team         | Kalex      | Moto2 | 5                | Jaume Masià             |        |
| Preicanos Racing team         | Kalex      | Moto2 | 17               | Daniel Muñoz            |        |
| Red Bull KTM Ajo              | Kalex      | Moto2 | 53               | Deniz Öncü              |        |
| Red Bull KTM Ajo              | Kalex      | Moto2 | 95               | Collin Veijer           |        |
| RW-Idrofoglia Racing GP       | Kalex      | Moto2 | 71               | Ayumu Sasaki            |        |
| RW-Idrofoglia Racing GP       | Kalex      | Moto2 | 84               | Zonta van den Goorbergh |        |
| Fontes:                       |            |       |                  |                         |        |

## Moto3

### Pilotos e Equipas
| Construtor                    | Equipa | Moto     | #  | Piloto             | Rondas |
| ----------------------------- | ------ | -------- | -- | ------------------ | ------ |
| FleetSafe Honda - Mlav Racing | Honda  | NSF250RW | 8  | Eddie O'Shea       |        |
| FleetSafe Honda - Mlav Racing | Honda  | NSF250RW | 89 | Marcos Uriarte     |        |
| Honda Team Asia               | Honda  | NSF250RW | 5  | Tatchakorn Buasri  |        |
| Honda Team Asia               | Honda  | NSF250RW | 72 | Taiyo Furusato     |        |
| Leopard Racing                | Honda  | NSF250RW | 22 | David Almansa      |        |
| Leopard Racing                | Honda  | NSF250RW | 31 | Adrián Fernández   |        |
| Rivacold Snipers Team         | Honda  | NSF250RW | 10 | Nicola Carraro     |        |
| Rivacold Snipers Team         | Honda  | NSF250RW | 54 | Riccardo Rossi     |        |
| Sic58 Squadra Corse           | Honda  | NSF250RW | 58 | Luca Lunetta       |        |
| Sic58 Squadra Corse           | Honda  | NSF250RW | 82 | Stefano Nepa       |        |
| Boé Motorsports               | KTM    | RC250GP  | 14 | Cormac Buchanan    |        |
| Boé Motorsports               | KTM    | RC250GP  | 21 | Ruché Moodley      |        |
| CFMoto Aspar Team             | KTM    | RC250GP  | 28 | Máximo Quiles      |        |
| CFMoto Aspar Team             | KTM    | RC250GP  | 34 | Jakob Rosenthaler  |        |
| CFMoto Aspar Team             | KTM    | RC250GP  | 71 | Dennis Foggia      |        |
| CIP Green Power               | KTM    | RC250GP  | 19 | Scott Ogden        |        |
| CIP Green Power               | KTM    | RC250GP  | 55 | Noah Dettwiler     |        |
| LevelUp – MTA                 | KTM    | RC250GP  | 18 | Matteo Bertelle    |        |
| LevelUp – MTA                 | KTM    | RC250GP  | 66 | Joel Kelso         |        |
| Liqui Moly Dynavolt Intact GP | KTM    | RC250GP  | 64 | David Muñoz        |        |
| Liqui Moly Dynavolt Intact GP | KTM    | RC250GP  | 94 | Guido Pini         |        |
| MT Helmets – MSi              | KTM    | RC250GP  | 6  | Ryusei Yamanaka    |        |
| MT Helmets – MSi              | KTM    | RC250GP  | 36 | Ángel Piqueras     |        |
| Red Bull KTM Ajo              | KTM    | RC250GP  | 83 | Álvaro Carpe       |        |
| Red Bull KTM Ajo              | KTM    | RC250GP  | 99 | José Antonio Rueda |        |
| Red Bull KTM Tech3            | KTM    | RC250GP  | 12 | Jacob Roulstone    |        |
| Red Bull KTM Tech3            | KTM    | RC250GP  | 73 | Valentín Perrone   |        |
| Red Bull KTM Tech3            | KTM    | RC250GP  | 78 | Joel Esteban       |        |
| Fontes:                       |        |          |    |                    |        |

## MotoE

### Pilotos e Equipas
| Equipa                        | #  | Piloto              |
| ----------------------------- | -- | ------------------- |
| Aruba Cloud MotoE Racing Team | 61 | Alessandro Zaccone  |
| Aruba Cloud MotoE Racing Team | 19 | Luca Bernardi       |
| LCR E-Team                    | 40 | Mattia Casadei      |
| LCR E-Team                    | 51 | Eric Granado        |
| Ongetta Sic58 Squadra Corse   | 28 | Tommaso Occhi       |
| Ongetta Sic58 Squadra Corse   | 77 | Raffaele Fusco      |
| Snipers Team                  | 29 | Nicholas Spinelli   |
| Snipers Team                  | 47 | Tibor Varga         |
| Dynavolt Intact GP MotoE      | 1  | Héctor Garzó        |
| Dynavolt Intact GP MotoE      | 7  | Lorenzo Baldassarri |
| Axxis-MSI                     | 12 | Jacopo Hosciuc      |
| Axxis-MSI                     | 99 | Óscar Gutiérrez     |
| KLINT Forward Factory Team    | 6  | Maria Herrera       |
| KLINT Forward Factory Team    | 9  | Andrea Mantovani    |
| Felo Gresini MotoE            | 11 | Matteo Ferrari      |
| Felo Gresini MotoE            | 72 | Alessio Finello     |
| Openbank Aspar Team           | 21 | Kevin Zannoni       |
| Openbank Aspar Team           | 81 | Jordi Torres        |